# Liste Schweizer Komponisten klassischer Musik
Dieser Artikel listet bekannte Schweizer Komponisten und Komponistinnen klassischer Musik auf.

## A
- Johannes Aal (um 1500 – 1551)
- Georges Aeby (1902–1953)
- Walther Aeschbacher (1901–1969)
- Asia Ahmetjanova (* 1992)
- Jakob Alder (1915–2004)
- Ulrich Alder (1922–2014)
- Walter Alder (* 1952)
- Raffaele d’Alessandro (1911–1959)
- Benno Ammann (1904–1986)
- Dieter Ammann (* 1962)
- Volkmar Andreae (1879–1962)
- Daniel Andres (* 1937)
- Ivo Antognini (* 1963)
- Hans Aregger (* 1930)
- René Armbruster (1931–1991)
- Gustav Arnold (1831–1900)

## B
- Heidi Baader-Nobs (1940)
- Robert Christian Bachmann (1944–2019)
- Walter Baer (1928–2015)
- Diego Baldenweg (* 1979)
- Jean Balissat (1936–2007)
- Susanne Baltensperger (* 1946)
- Edi Bär (1913–2008)
- Otto Barblan (1860–1943)
- Alfred Baum (1904–1993)
- Felix Baumann (* 1961)
- Franziska Baumann (* 1965)
- Wilhelm Baumgartner (1820–1867)
- Dieter Bäumle (1935–1981)
- Conrad Beck (1901–1989)
- Albert Benz (1927–1988)
- Mario Beretta (* 1942)
- Gary Berger (* 1967)
- Artur Beul (1915–2010)
- Jakob Bichsel (* 1931)
- Jean Binet (1893–1960)
- Emile-Robert Blanchet (1877–1943)
- Ernest Bloch (1880–1959)
- Adele Bloesch-Stöcker (1875–1978)
- Robert Blum (1900–1994)
- Caroline Boissier-Butini (1786–1836)
- Joseph Bopp (1908–1982)
- Jean-François Bovard (1948–2003)
- Guy Bovet (* 1942)
- Joseph Bovet (1879–1951)
- Pierre-André Bovey (* 1942)
- Charles-Samuel Bovy-Lysberg (1821–1873)
- Thüring Bräm (* 1944)
- Markus Braun (1950–2014)
- John Wolf Brennan (* 1954)
- Fritz Brun (1878–1959)
- Adolf Brunner (1901–1992)
- Alex Buess (* 1954)
- Paul Burkhard (1911–1977)
- Willy Burkhard (1900–1955)

## C
- Armon Cantieni (1907–1962)
- Martha von Castelberg (1892–1971)
- Franco Cesarini (* 1961)
- Caroline Charrière (1960–2018)
- Angelo Clematide (* 1954)
- Sylvie Courvoisier (* 1968)
- Walter Courvoisier (1875–1931)

## D
- Jean Daetwyler (1907–1994)
- Roland Dahinden (* 1962)
- Jörg Ewald Dähler (1933–2018)
- Wilhelm Gustav Damm (1881–1949)
- Jean-Luc Darbellay (* 1946)
- Enrico Dassetto (1874–1971)
- Christoph Delz (1950–1993)
- Thomas Demenga (* 1954)
- Alexandre Denéréaz (1875–1947)
- Gion Antoni Derungs (1935–2012)
- Gion Giusep Derungs (* 1932)
- Martin Derungs (1943–2023)
- Leo Dick (* 1976)
- Caspar Diethelm (1926–1997)
- Hans Diggelmann (1900–1929)
- Benedict Dolf (1918–1985)
- Gustave Doret (1866–1943)
- Jean-Jacques Dünki (* 1948)

## E
- Carlos Ehrensperger (1911–2001)
- Will Eisenmann (1906–1992)
- Johann Carl Eschmann (1826–1882)
- Max Ettinger (1874–1951)
- Kaspar Ewald (* 1969)

## F
- Felix Falkner (* 1964)
- Cantoni Febo (* 1926)
- Denise Fedeli (* 1962)
- Alfred Felder (* 1950)
- Walter Feldmann (* 1965)
- Gottfried von Fellenberg (1857–1924)
- Victor Fenigstein (1924–2022)
- Richard Flury (1896–1967)
- Urs Joseph Flury (* 1941)
- Esther Flückiger (* 1959)
- Thomas Fortmann (* 1951)
- Patrick Frank (* 1975)
- Joseph Frei (1872–1945)
- Emil Frey (1889–1946)
- Carl Friedemann (1862–1952)
- Hans Eugen Frischknecht (* 1939)
- Gaspard Fritz (1716–1783)
- Friedrich Theodor Fröhlich (1803–1836)
- Fortunat Frölich (* 1954)
- Huldreich Georg Früh (1903–1945)
- Daniel Fueter (* 1949)
- Beat Furrer (* 1954)
- Franz Furrer-Münch (1924–2010)

## G
- Henri Gagnebin (1886–1977)
- Rudolph Ganz (1877–1972)
- Josef Garovi (1908–1985)
- Alfred Leonz Gassmann (1876–1962)
- Éric Gaudibert (1936–2012)
- Walther Geiser (1897–1993)
- Eliane Frances George (* 1958)
- Robert Gerhard (1896–1970)
- Jannik Giger (* 1985)
- Lorenz Giovanelli (1915–1976)
- Daniel Glaus (* 1957)
- Hermann von Glenck (1883–1952)
- Johann Melchior Gletle (1626–1683)
- Theodor Gmür (1859–1929)
- Hermann Goetz (1840–1876)
- Aglaia Graf (* 1986)
- Franz Josef Greith (1799–1869)
- Walter Grob (1928–2014)
- Nils Günther (* 1973)
- Beat Gysin (* 1968)

## H
- Albert Häberling (1919–2012)
- Sarah Haessig (* 1980)
- Javier Hagen (* 1971)
- David Haladjian (* 1962)
- Hermann Haller (1914–2002)
- Jürg Hanselmann (* 1960)
- Josef Haselbach (1936–2002)
- Edu Haubensak (* 1954)
- Hans Haug (1900–1967)
- Emil Heer (1926–1994)
- David Philip Hefti (* 1975)
- Friedrich Hegar (1841–1927)
- Michael Heisch (* 1963)
- Christian Henking (* 1961)
- Daniel Hess (* 1965)
- Ernst Hess (1912–1968)
- Willy Hess (1906–1997)
- Armand Hiebner (1898–1990)
- Siegfried Hildenbrand (1917–1996)
- Heinz Holliger (* 1939)
- Arthur Honegger (1892–1955)
- Charlotte Hug (* 1965)
- Felix Huber (* 1952)
- Hans Huber (1852–1921)
- Klaus Huber (1924–2017)
- Paul Huber (1918–2001)
- Charlotte Hug (* 1965)

## I
- Regina Irman (* 1957)

## J
- Stephan Jaeggi (1903–1957)
- Albert Jenny (1912–1992)
- Émile Jaques-Dalcroze (1865–1950)
- Michael Jarrell (* 1958)
- Hans Jelmoli (1877–1936)
- Dieter Jordi (* 1958)
- Kevin Juillerat (* 1987)
- Paul Juon (1872–1940)

## K
- Mischa Käser (* 1959)
- Bruno Karrer (* 1956)
- Nico Kaufmann (1916–1996)
- Max E. Keller (* 1947)
- Rudolf Kelterborn (1931–2021)
- Lothar Kempter (1844–1918)
- Isabel Klaus (* 1976)
- Alfred Knüsel (* 1941)
- Sachie Kobayashi (* 1990)
- Christoph Kobelt (* 1955)
- Rafael Kubelík (1914–1996)
- Ernst Kunz (1891–1980)

## L
- Walter Lang (1896–1966)
- Louisa Lasdun (* 1956)
- Joseph Lauber (1864–1952)
- Thomas Läubli (* 1977)
- Junghae Lee (* 1964)
- Jean Xavier Lefèvre (1763–1829)
- Hans Ulrich Lehmann (1937–2013)
- Ernst Levy (1895–1981)
- Rolf Liebermann (1910–1999)
- Silvan Loher (* 1986)

## M
- Ernst Markees (1863–1939)
- Cécile Marti (* 1973)
- Heinz Marti (1934–2023)
- Frank Martin (1890–1974)
- Aregnaz Martirosyan (* 1993)
- Pierre Maurice (1868–1936)
- Ulrike Mayer-Spohn (* 1980)
- Hans-Jürg Meier (1964–2015)
- Hermann Meier (1906–2002)
- Jost Meier (1939–2022)
- Mela Meierhans (* 1961)
- Boris Mersson (1921–2013)
- Laurent Mettraux (* 1970)
- Rudolf Meyer (* 1943)
- Franz Joseph Leonti Meyer von Schauensee (1720–1789)
- Paul Miche (1886–1960)
- Peter Mieg (1906–1990)
- Albert Moeschinger (1897–1985)
- Norbert Moret (1921–1998)
- Oscar Moret (1912–2003)
- Roland Moser (* 1943)
- Rudolf Moser (1892–1960)
- Fabian Müller (* 1964)
- Josef Ivar Müller (1892–1969)
- Paul Müller-Zürich (1898–1993)
- Thomas David Müller (* 1953)
- Isabel Mundry (1963)
- Karl Munzinger (1842–1911)
- Peter Mutter (* 1992)

## N
- Leo Nadelmann (1913–1998)
- Hans Georg Nägeli (1773–1836)
- Johann Jakob Nater (1826–1906)
- Arthur Ney (1887–1963)
- Andreas Nick (* 1953)
- Friedrich Niggli (1875–1959)
- Katharina Nohl (* 1973)

## O
- Robert Oboussier (1900–1957)
- Azumi Okamura (* 1973)
- Erik Oña (1961–2019)
- Daniel Ott (* 1960)

## P
- François Pantillon (1928–2025)
- Karl Peissner (1890–1952)
- Michael Pelzel (* 1978)
- Fernande Peyrot (1888–1978)
- Ernst Pfiffner (1922–2011)
- Andreas Pflüger (* 1941)
- Mani Planzer (1939–1997)
- Ingeborg Poffet (* 1965)
- Maria Porten (* 1939)
- Felix Profos (* 1969)

## R
- Joachim Raff (1822–1882)
- Marie-Cécile Reber (* 1962)
- Franz Rechsteiner (* 1941)
- Adolf Reichel (1816–1896)
- Constantin Reindl (1738–1799)
- Barbara Rettagliati (* 1964)
- Rolf Urs Ringger (1935–2019)
- Nicolas von Ritter-Zahony (* 1986)
- Olivier Rogg (* 1960)
- Petra Ronner (* 1963)
- Katharina Rosenberger (* 1971)
- Anny Roth-Dalbert (1900–2004)
- Esther Roth (* 1953)
- Madeleine Ruggli (* 1964)
- Emil Ruh (1884–1946)
- Michel Runtz (* 1955)
- Michèle Rusconi (* 1960)
- Carl Rütti (* 1949)

## S
- Maurice-Yves Sandoz (1892–1958)
- Andrea Lorenzo Scartazzini (* 1971)
- Rodolphe Schacher (* 1973)
- Hans Schaeuble (1906–1988)
- Josef Gallus Scheel (1879–1946)
- Armin Schibler (1920–1986)
- Christophe Schiess (* 1974)
- Martin Schlumpf (* 1947)
- Erich Schmid (1907–2000)
- Gertrud Schneider (* 1940)
- Annette Schmucki (* 1968)
- Michael Schneider (* 1964)
- Daniel Schnyder (* 1961)
- Xaver Schnyder von Wartensee (1786–1868)
- Othmar Schoeck (1886–1957)
- Marianne Schroeder (* 1945)
- Denis Schuler (* 1970)
- Walter Schulthess (1894–1971)
- Marianne Schuppe (* 1959)
- Meinrad Schütter (1910–2006)
- Julia Schwartz (* 1963)
- Alfred Schweizer (* 1941)
- Bettina Skrzypcak (* 1962)
- Ludwig Senfl (um 1486–1543)
- Johannes Somary (1935–2011)
- Raphael Sommer (* 1989)
- Nicolas Sordet (* 1958)
- Andreas Stahl (* 1955)
- Josef Franz Xaver Dominik Stalder (1725–1765)
- Johann Gustav Eduard Stehle (1839–1915)
- Fritz Stüssi (1874–1923)
- Mathias Steinauer (* 1959)
- Josef Stump (1883–1929)
- Marcel Sulzberger (1876–1941)
- Hermann Suter (1870–1926)
- Robert Suter (1919–2008)
- Heinrich Sutermeister (1910–1995)
- Iris Szeghy (* 1956)
- Erik Székely (* 1927)

## T
- János Tamás (1936–1995)
- Warren Thew (1927–1984)
- Franz Tischhauser (1921–2016)
- Fabio Tognetti (* 1965)
- Balz Trümpy (* 1946)
- Antonio Tusa (1900–1982)

## V
- Nadir Vassena (* 1970)
- Sándor Veress (1907–1992)
- Fritz Voegelin (1943–2020)
- Wladimir Vogel (1896–1984)
- Carl Vogler (1874–1951)
- Hans Vogt (1909–1978)

## W
- Oliver Waespi (* 1971)
- Karl Gustav Weber (1845–1887)
- Katharina Weber (* 1958)
- Martin Wehrli (1957–2013)
- Werner Wehrli (1892–1944)
- Markus Wettstein (* 1963)
- Martin Wettstein (* 1970)
- Peter Wettstein (* 1939)
- Ernst Widmer (1927–1990)
- Kurt Widorski (1978)
- Jacques Wildberger (1922–2006)
- Helena Winkelman (* 1974)
- René Wohlhauser (* 1954)
- Luzia von Wyl (* 1985)
- Jürg Wyttenbach (1935–2021)

## Y
- Jing Yang (* 1963)

## Z
- Julien-François Zbinden (1917–2021)
- Daniel Zea (* 1976)
- Max Zehnder (1901–1972)
- Jakob Zeugheer (1803–1865)
- Alfred Zimmerlin (* 1955)
- Margrit Zimmermann (1927–2020)
- Gérard Zinsstag (* 1941)
- Andreas Zurbriggen (* 1986)
- Alfons Karl Zwicker (* 1952)
- Conrad Zwicky (* 1946)
- Alberik Zwyssig (1808–1854)
- Sylwia Zytynska (* 1963)